# Teodora (sacerdotessa romana)
Teodora (latino: Theodora; floruit 362) fu una sacerdotessa romana.
Intrattenne rapporti con l'imperatore romano Giuliano, cui inviò doni e libri; Giuliano le scrisse tre lettere conservatesi (Giuliano, Lettere, 85-87).
Scrisse anche al filosofo Massimo di Efeso, lamentandosi del fatto che Seleuco si fosse espresso negativamente sul suo conto.